# جيم ميلز
جيم ميلز هو لاعب كرة القدم الكندية كندي، ولد في 23 سبتمبر 1961 في فانكوفر في كندا.

## وصلات خارجية
- جيم ميلز على موقع مرجع كرة القدم المحترفة.كوم (الإنجليزية)